# Johann Baptist Haus
Johann Baptist Haus (getauft 31. Juli 1672 in Stein (AG); † 29. Oktober 1745 in Arlesheim) war ein Schweizer römisch-katholischer Geistlicher und Weihbischof in Basel.

## Leben
Er war der Sohn von Johann Jakob Haus, Gastwirt in Stein, und dessen Ehefrau Margaretha Schnebelin. Sein älterer Bruder Johann Christoph Haus war ebenfalls Weihbischof in Basel.
Johann Baptist Haus studierte am Collegium Urbanum in Rom, wo er zum Dr. phil. und Dr. theol. promoviert wurde. Am 16. Juni 1696 empfing er die Priesterweihe. Von 1716 bis 1745 war er Generalvikar, 1717 bis 1741 zudem Offizial des Bistums Basel.
Papst Innozenz XIII. ernannte ihn am 17. August 1729 zum Titularbischof von Messalum und bestellte ihn zum Weihbischof im Bistum Basel. Die Bischofsweihe spendete ihm am 18. September desselben Jahres der Bischof von Basel Johann Konrad von Reinach-Hirtzbach; Mitkonsekratoren waren Bischof Johann Baptist von Reinach-Hirtzbach, Koadjutorbischof von Basel, und Erzbischof Jean Claude Sommier.